# Ute Reimers-Bruns

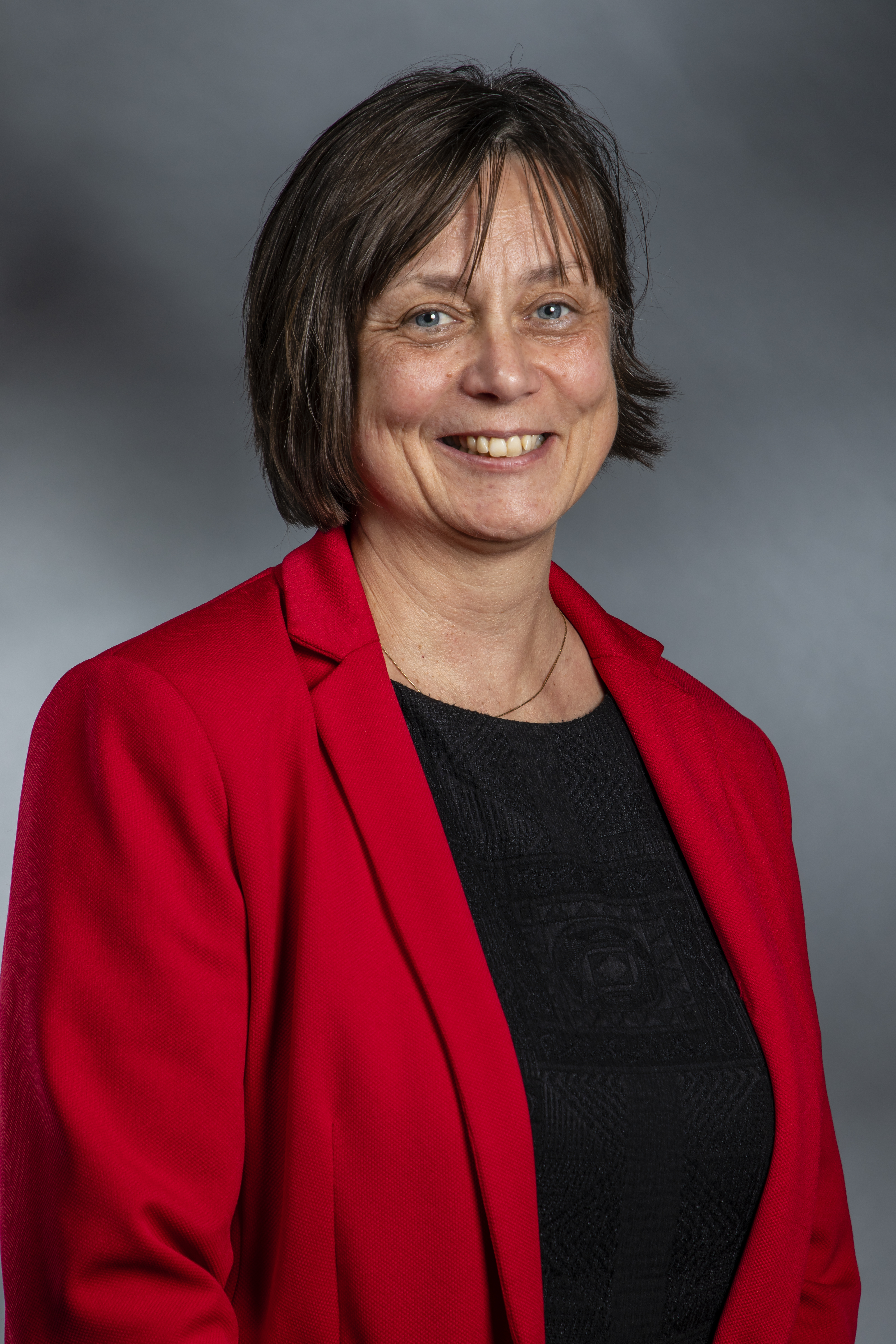
Ute Reimers-Bruns (2019)

Ute Reimers-Bruns (* 1963) ist eine deutsche Diplom-Politologin und Politikerin (SPD). Seit 2019 ist sie Mitglied der Bremischen Bürgerschaft.

## Biografie

### Ausbildung und Beruf
Reimers-Bruns absolvierte nach dem Abitur 1982 zunächst eine Ausbildung zur Arzthelferin. Es folgte von 1984 bis 1995 ein Studium der Politikwissenschaften in Hannover und Berlin, welches sie als Diplom-Politologin abschloss.

### Politik
Reimers-Bruns ist Mitglied der SPD im SPD-Ortsverein Bremen Farge Rekum und war dort in verschiedenen Funktionen aktiv, aktuell (2019) als Vorsitzende. 2017 kandidierte sie auf Listenplatz 3 der SPD zur Bundestagswahl im Wahlkreise 055 – Bremen/Bremerhaven. 2018 wurde sie zur Vorsitzenden des SPD-Unterbezirks Bremen-Nord gewählt als Nachfolgerin von Heike Sprehe. Seit 2020 übt sie das Amt als Co-Vorsitzende gemeinsam mit Niels Heide aus. Sie war Sprecherin des Beirats Blumenthal.

2018 wurde sie von der Mandatskommission der SPD auf den Listenplatz 10 der SPD-Liste für die Bürgerschaftswahl 2019 gesetzt. Der Vorschlag der Mandatskommission wurde auf einem Parteitag der Wahlbereichsdelegierten bestätigt.
2023 wurde sie erneut auf Listenplatz 6 der SPD in die 21. Bürgerschaft gewählt. Sie zog erneut in die Bürgerschaft ein. Die Fraktion wählte sie im Juni 2023 zur stellvertretenden Fraktionsvorsitzenden.
Sie ist aktuell Stellvertretende Fraktionsvorsitzende und Sprecherin für Gesundheit und Pflege der SPD-Fraktion.